# Charles Bird King

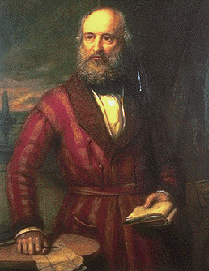
Selbstporträt von Charles Bird King

Charles Bird King (* 26. September 1785 in Newport, Rhode Island; † 18. März 1862 in Washington, D.C.) war ein US-amerikanischer Porträtmaler, der sich vor allem auf die Darstellung der indigenen Bevölkerung Nordamerikas spezialisiert hatte.

## Leben
Charles Bird King wurde am 26. September 1785 als einziges Kind von Deborah King (geborene Bird) und Zebulon King, einem Veteranen und Kapitän des Unabhängigkeitskrieges, in Newport geboren. Zunächst zog die Familie nach der Revolution westwärts; doch als Charles erst vier Jahre alt war, wurde sein Vater Zebulon nahe Marietta, Ohio, von amerikanischen Ureinwohnern getötet und skalpiert. Charles’ Mutter Deborah kehrte daraufhin mit ihrem Sohn zu ihren Eltern nach Newport heim.
Als Charles Bird King 15 Jahre alt war, zog er nach New York City, um beim Porträtmaler Edward Savage zu lernen. Nach fünf Jahren zog es King weiter nach London, wo er bei Benjamin West an der Royal Academy of Arts studierte. Sieben Jahre später, also 1812, kehrte King wegen des Britisch-Amerikanischen Krieges heim in die USA. Ehe er sich aus wirtschaftlichen Gründen im wachsenden Washington D.C. niederließ, lebte und arbeitete King in Philadelphia in Pennsylvania, Baltimore in Maryland und Richmond in Virginia.
In Washington D.C. gelang es King, sich einen Ruf als Porträtmaler bei den hier ansässigen Politikern zu machen, wobei ihm seine Fähigkeit, mit berühmten Persönlichkeiten seiner Zeit anzubandeln, zugutekam. So gehörten zu Kings Förderern Männer wie John Quincy Adams, Henry Clay, James Monroe, John C. Calhoun und Daniel Webster. King verdiente gut genug, um sich ein eigenes Atelier mit Galerie leisten zu können. Besonders hervorzuheben sind die Porträts, die King von amerikanischen Ureinwohnern, die Washington D.C. besuchten, anfertigte. Diese wurden später als handkolorierte Lithografien vervielfältigt. King fertigte über 140 Gemälde amerikanischer Ureinwohner an, um Thomas L. McKenney bei der Bewahrung der Kultur der amerikanischen Ureinwohner zu unterstützen, was angesichts des Todes von Kings Vater durch die Hand amerikanischer Ureinwohner umso bemerkenswerter ist.
King, der nie geheiratet hat oder Kinder hatte, lebte bis zu seinem Tod am 18. März 1862 in Washington D.C. Er hinterließ seine private Sammlung von Gemälden, Büchern und Drucken dem Redwood Library and Athenaeum.

## Werk
Dass King primär Porträts gemalt hat, dürfte weniger daran gelegen haben, dass dies seine bevorzugten Motive waren, sondern vielmehr daran, dass sie am besten bezahlt wurden und im Grunde die einzige Chance für einen Künstler seiner Zeit waren, genug zum Leben zu verdienen. Zu Kings Werk gehören dennoch Stillleben, Genremalerei und Bilder zu literarischen Werken. Auf diese Genres verstand King sich eindeutig auch noch besser als auf Porträts und malte sie wohl auch lieber, konnte es sich aber nicht leisten, sich auf diese Genres zu spezialisieren. Man geht davon aus, dass Kings Vorliebe für Genremalerei und Stillleben während seiner Zeit in London geweckt wurde, wo ihn europäische Künstler – besonders niederländische und flämische – beeinflussten. Gerade die Bilder des 16. und 17. Jahrhunderts waren sehr gefragt in höheren Kreisen der europäischen Kunstszene. Man kann den stilistischen Einfluss dieser Gemälde bei Kings Stillleben und Genremalereien gut wiedererkennen.
Die traditionellen Maltechniken, die King sich von niederländischen und flämischen Meistern abgeguckt hatte, machte er sich auch bei seinen zahlreichen Porträts zunutze, die eine klar erkennbare traditionelle Note tragen. King malte in Washington D.C. vor allem Porträts als Auftragsbilder, die sich in drei Kategorien einteilen lassen: Porträts von US-amerikanischen Politikern seiner Zeit, private Porträts für Personen gehobenen Stands und eben die Gemälde amerikanischer Ureinwohner, für die King so berühmt ist. Diese entstanden meist als Auftrag von Thomas L. McKenney, dem Leiter der Abteilung indianischer Angelegenheiten von Georgetown, dessen Ziel es war, die Kultur der amerikanischen Ureinwohner für die Nachwelt zu erhalten. Heute befinden sich die über fünfzehn Jahre hinweg entstandenen Porträts amerikanischer Ureinwohner im Smithsonian.
Die Porträts Kings zeigen meist den gesamten Oberkörper der porträtierten Person. Gemälde mit Öl auf Leinwand und Farblithografien Kings unterscheiden sich hierbei vor allem beim Hintergrund. Während die Ölgemälde einen dunklen Graugrund haben, ist der Hintergrund der Farblithografien zumeist weiß. Farblich sind Kings Bilder recht intensiv und nicht selten von einer für seine Zeit eher unüblichen Leuchtkraft.